# Louis-Georges de Bréquigny
Louis-Georges Oudard Feudrix de Bréquigny, né le 23 février 1715 à Montivilliers et mort le 3 juillet 1795 à Paris, est un historien et paléographe français.
Il « a, le premier, mis la main au débrouillement des origines du tiers-État. » « Il est impossible de juger l’édition de Bréquigny autrement que comme un chef-d’œuvre de la diplomatique ».

## Biographie
Fils de Messire Louis George Feudrix, écuyer, sieur de la Fontelaye et de Gainneville, et de dame Marie-Geneviève-Claude de Chambray, Louis-George Oudard, plus connu dans le monde littéraire sous le nom de Bréquigny, du nom d’une terre qu’il avait acquise, avait été destiné par sa famille à la magistrature, comme ses ascendants. Il avait reçu, dans ce but, une éducation très soignée, notamment au collège Louis-le-Grand, lorsqu’il a été dirigé vers une autre voie par le savant abbé Jacques Pinand, curé d’Octeville et official de Montivilliers, qui lui a inspiré le gout de l’étude des langues anciennes et de la littérature.
Vivant, dans sa ville natale, de la modeste fortune que lui avaient laissée ses parents, étudiant et travaillant avec l’abbé Pinand, il a été au nombre un des premiers associés de l’Académie de Rouen, où il a présenté une observation sur du blé vivace qui, durant plusieurs années, a fructifié, et plusieurs dissertations sur des sujets historiques : sur l’usage de brûler les morts chez les Romains (1747), sur l’assassinat de Chilpéric III (1749), sur le périple de Hannon (1763).
En 1748, à la perte de sa femme, épousée dix ans plus tôt, il a quitté la province pour Paris, où il a donné libre cours à sa passion pour l’histoire. En 1754, pour compléter le travail d’Eusèbe de Laurière, continué ensuite par Denis-François Secousse, sur les Ordonnances des Rois de France de la troisième race, Vilevault, à qui avait échu la continuation de cette tâche, l’ayant choisi comme adjoint, il a ajouté, jusqu’à 1790, cinq nouveaux volumes aux neuf publiés par Secousse. En 1759, alors qu’il résidait, à Montivilliers, la terre des Lombards, qu’il avait eue, par héritage, d’un grand-oncle, il est devenu membre associé de l’Académie des inscriptions et belles-lettres, à la suite de son Mémoire sur Mahomet, son Essai sur l’histoire de l’Yémen, sa Table chronologique des rois et chefs arabes, où il réfutait les idées fantaisistes qui circulaient à l’époque, défendant ses capacités de législateur et sa religion.
Après la paix de 1763 mettant fin à la guerre de Sept Ans entre la France et la Grande-Bretagne, le gouvernement, qui venait de former le Cabinet des chartes, et qui avait également remarqué ses travaux, l’a chargé, d’une mission en Angleterre pour y recueillir les titres relatifs à l’histoire de France contenues dans la Tour de Londres, catalogués par Thomas Carthe. Le résultat de ce séjour à Londres, de ces longues heures passées, au milieu des parchemins poudreux, au British Museum, aux Archives de l’Échiquier, et à la Tour de Londres, où il est resté trois ans à compulser les archives britanniques en vue de publier l’ensemble des sources diplomatiques de l’histoire de France, est représenté par 107 volumes manuscrits aujourd’hui à la Bibliothèque Nationale, et qui renferment environ 12 000 copies de pièces. Bien que leur publication ait été interrompue par la Révolution, les documents qu’il a rapportés lui ont permis de contribuer à de nombreux mémoires pour l’Académie des inscriptions.
Sa correspondance avec Paulmy, qui montre un correcteur assidu des Mélanges tirés d’une grande bibliothèque du marquis, fait de lui un acteur majeur dans la réhabilitation des textes médiévaux. Passé pensionnaire de l’Académie des inscriptions, en 1778, il y lira 40 communications au cours de ses 34 années de présence. Extraordinairement laborieux, il menait de front les travaux les plus ardus et les plus pénibles menait de front les travaux les plus ardus et les plus pénibles. La collection des Ordonnances des Rois de France lui doit cinq de ses volumes, parus de 1763 à 1790. En tête de deux de ces volumes, les tomes XI et XII de la collection, il a publié d’importantes préfaces. De 1769 à 1783, il a publié 3 volumes de Tables chronologiques des diplômes, chartes, titres et actes imprimés concernant l’histoire de France:273. Vers le même temps, il a commencé, en collaboration avec son ami Laporte du Theil, à publier les matériaux de ses recherches en Angleterre, en un immense recueil des actes publics de la France, paru en 1791, sous le titre de : Diplomata, Chartæ, Epistolæ et alia monumenta ad res Franciscas spectantia, etc. La Révolution étant venue suspendre la publication des grands recueils d’histoire, les exemplaires imprimés ont été jetés au rebut.
Lorsque le roi Christian VII de Danemark vient à Paris, 1768, il demande à le rencontrer. À la Révolution, présidant la Commission pour la création de dépôts, il présente, en 1790, un mémoire à l’Assemblée législative, où il défend l’établissement des musées au sein de grandes villes. Âgé et fatigué, Bréquigny, à qui ses importantes recherches historiques effectuées parallèlement dans plusieurs autres domaines avaient ouvert, en 1772, les portes de l’Académie Française, au fauteuil de Jérôme Bignon, sans qu’il ait eu besoin de faire aucune visite, s’est retiré chez l’écrivaine Anne-Marie du Boccage, qui avait pour lui une grande affection.
Les manuscrits de sa correspondance et de ses travaux historiques sont conservés à la Bibliothèque nationale de France, où ils forment une collection de 165 volumes. L’historien Augustin Thierry met à son crédit d’avoir été, le premier à avoir éclairci les origines du tiers état en France.

## Principales publications
- Ordonnances des Rois de France de la troisième race, recueillies par ordre chronologique, avec des renvois des unes aux autres, des sommaires, des observations sur le texte et cinq tables, commencé par Eusèbe de Laurière et continué avec Denis-François Secousse, Louis-Guillaume de Vilevault et Emmanuel de Pastoret, 22 vol., 1723-1814-1849.
- Vie des anciens orateurs grecs, 2 vol., 1750.
- Histoire des révolutions de Gênes depuis son établissement jusqu’à la conclusion de la paix de 1748, 3 vol., 1750.
- Catalogus manuscriptorum codicum Collegii Claromontani, quem excipit catalogus mssrum domus professae Parisiensis, en collaboration avec François Clément, 1764.
- Table chronologique des diplômes, chartes, titres et actes imprimés concernant l’histoire de France, Paris, Imp. Royale, 1769-1876, 8 vol.
- Mémoires concernant l’histoire, les sciences, les arts, les mœurs, les usages des Chinois, par les Missionnaires de Pekin (16 vol., 1776). En collaboration avec Charles Batteux.
- Diplomata, chartae, epistolae, et alia documenta, ad res Francicas spectantia, ex diversis regni, exterarumque regionum archivis ac bibliothecis, jussu regis christianissimi, multorum eruditorum curis, plurimum ad id conferente congregatione (3 vol., 1791). En collaboration avec Gabriel de La Porte du Theil.
- Lettres de rois, reines et autres personnages des cours de France et d’Angleterre depuis Louis VII jusqu’à Henri IV tirées des archives de Londres (2 vol., 1839-47). Complété par Jacques-Joseph Champollion.
- « Mémoires pour servir à l'histoire de Calais », dans Mémoires de littérature tirés des registres de l'Académie royale des inscriptions et belles-lettres depuis l'an MDCCLXXVI, jusques et y compris l'année MDCCLXIX, t. 43, Paris, Imprimerie royale, 1786 (lire en ligne), p. 722-752
- « Mémoires pour servir à l'histoire de Calais. Second mémoire. Siège et prise de cette place par Édouard III, roi d'Angleterre », dans Mémoires de littérature tirés des registres de l'Académie royale des inscriptions et belles-lettres depuis l'an MDCCLXXXIV, jusques et y compris l'année MDCCXCIII, t. 50, Paris, Imprimerie nationale, 1808 (lire en ligne), p. 594-622
- « Mémoires pour servir à l'histoire de Calais. Troisième mémoire. Calais sous la domination angloise, depuis 1347 jusqu'à la fin du règne d'Édouard III, en 1377 », dans Mémoires de littérature tirés des registres de l'Académie royale des inscriptions et belles-lettres depuis l'an MDCCLXXXIV, jusques et y compris l'année MDCCXCIII, t. 50, Paris, Imprimerie nationale, 1808 (lire en ligne), p. 623-645
- « Mémoires pour servir à l'histoire de Calais, sous la domination angloise. Quatrième mémoire. Depuis la nouvelle administration qui y fut établie par Édouard III, jusqu'à l'époque où cette ville rentra sous la domination de la France, en 1558 », dans Mémoires de littérature tirés des registres de l'Académie royale des inscriptions et belles-lettres depuis l'an MDCCLXXXIV, jusques et y compris l'année MDCCXCIII, Paris, Imprimerie nationale, 1808 (lire en ligne), p. 646-664